# 硬刺高原鳅
硬刺高原鳅（学名：Triplophysa scleroptera）为輻鰭魚綱鯉形目條鳅科高原鳅属的鱼类，俗名硬刺条鳅，是中国的特有物种，體長可達22.3公分。分布于青海湖和黄河上游等，多生活于湖泊浅水湖湾和河流缓流河。该物种的模式产地在青海湖、黄河。

## 扩展阅读
維基物種上的相關：硬刺高原鳅
- 黄河土著鱼类列表